# Periscepsia clesides
Periscepsia clesides là một loài ruồi trong họ Tachinidae.